# Open Cinema
OPEN CINEMA  — ежегодный конкурсный международный фестиваль короткометражного кино и анимации, проходящий в Санкт-Петербурге, Россия. Выразительная особенность смотра в том, что первые три дня кинофестиваля проходят в формате демократичного open-air. В историческом сердце города - на пляже Петропавловской крепости для многотысячной аудитории всю ночь демонстрируются самые зрительские короткометражные и анимационные фильм программы. Профессиональная часть фестиваля - показ конкурсных и специальных программ, встречи, мастер-классы - проходят на центральных киноплощадках Петербурга.  В фестивале принимают участие игровые, документальные, анимационные, экспериментальные фильмы. В рамках фестиваля представлены другие виды современного искусства: музыка, театр, уличные перформансы, интерактивные и выставочные проекты. Сооснователи и организаторы фестиваля - продюсеры Людмила Липейко и Тамара Ларина.

## История
В 2004 году фестивальная программа короткометражных фильмов мировых киноклассиков была впервые продемонстрирована в рамках международного арт-фестиваля VERTICAL. После этого, в мае 2005 года проект был приглашен в Дрезден с новой программой редких авторских фильмов молодых питерских режиссёров.
Летом 2005 года фестиваль был впервые проведен на новом месте — пляже Петропавловской крепости, которое стало его постоянной площадкой.
В 2009 году участие в фестивале приняли режиссёры из 27 разных стран мира, прислав на конкурс более 800 работ.

## Концепция фестиваля
Концептуальный стержень OPEN CINEMA — это карнавальный синтез искусств под открытым небом — кино, музыка, театр, интерактивные и выставочные проекты. Развиваясь и соединяясь друг с другом в рамках выбранной темы, они образуют новое единство, создавая возможность для зрительского сотворчества и сопознания.
Отсутствие академизма и строгих правил — главный принцип фестиваля. OPEN CINEMA ориентирован на сохранение и популяризацию режиссёрского взгляда в современном кинематографе, делая авторское кино демократичным и модным явлением.

## Учредители и организаторы
Учредитель и организатор:
АНО "Международный Центр Искусств «БЕРЕГ» (Санкт-Петербург).
Международный Кинофестиваль «OPEN CINEMA» проводится при поддержке:
- Министерства культуры РФ,
- Союза кинематографистов Санкт-Петербурга,
- Комитета по культуре Правительства Санкт-Петербурга
- Государственного музея истории Санкт-Петербурга.

Президент фестиваля: Людмила Липейко
Арт-директор фестиваля: Тамара Ларина
Глава отборочной комиссии: Ирина Евтеева

## Программа
Программа фестиваля включает в себя два раздела:
1. ЛАБОРАТОРИЯ — конкурсная программа
2. ПАНОРАМА 360 — внеконкурсная программа
3. OPEN-AIR МАРАФОН — программа под открытым небом

В конкурсную часть фестиваля также входят СПЕЦПРОГРАММЫ:
- ДРУГИЕ БЕРЕГА — географические и метафизические
- БЕЛАЯ ВОРОНА — странные люди
- БЕЗ АНЕСТЕЗИИ — кино без купюр и политкорректности

СПЕЦПРОГРАММЫ формируются из фильмов, не прошедших в основной конкурс, но достойных специального упоминания жюри.
Образовательный и просветительский блок фестиваля включает в себя проведение мастер-классов, круглых столов, конференций, открытых дискуссий, креативных акции среди молодых режиссёров.

## Номинации
Конкурсная программа фестиваля проводится по следующим номинациям:
- Лучший игровой фильм
- Лучший анимационный фильм
- Лучший неигровой фильм
- Лучший экспериментальный фильм / видеоарт / музыкальное видео

Жюри также может назначать специальные награды.

## Жюри
За время существования фестиваля в его жюри в разные годы входили:
- Дмитрий Месхиев (председатель Союза кинематографистов СПб, режиссёр, продюсер)
- Сергей Овчаров (режиссёр, сценарист, профессор СПбГКИТ, заслуженный деятель искусств РФ)
- Виталий Манский (режиссёр документального кино, продюсер, Генеральный продюсер Национальной премии «Лавровая ветвь», Президент Московского фестиваля документального кино «АРТДОКФЕСТ»).
- Ирина Евтеева (кинорежиссёр, кандидат искусствоведения, заслуженный деятель искусств РФ).
- Константин Лопушанский (кинорежиссёр, профессор СПБГКиТ, заслуженный деятель искусств РФ)
- Андрей Сигле (кинопродюсер, композитор, заслуженный деятель искусств РФ).
- Антон Адасинский (актёр, режиссёр, сценарист, руководитель театра DEREVO (Дрезден, Германия).
- Михаил Трофименков (кинокритик, кандидат искусствоведения, обозреватель издательского дома «КоммерсантЪ»).
- Робин Маллик (директор «FILMFESTDRESDEN» INTERNATIONAL SHORT FILM FESTIVAL (Дрезден, Германия)
- Дмитрий Лурье Архивная копия от 5 января 2022 на Wayback Machine (медиа художник, кинорежиссёр, продюсер кинокомпании DodoFilm Co.)

## Официальный приз
Официальным призом OPEN CINEMA являются песочные часы «Управляй временем!» авторской работы санкт-петербургских художников. Часы рассчитаны на 15 минут — стандартное время короткометражного фильма. Особенность этих часов — наличие регулятора потока песка, что имеет символическое значение для кинематографа: управление временем. Отсюда и название приза.
Приз вручается в четырёх основных номинациях. Кроме того, кинофестиваль награждает призёров необычными дипломами и подарками

## Площадки фестиваля
Главным местом проведения фестиваля является территория Петропавловской крепости: пляж, Инженерный дом, Флажная башня и Бастион. Профессиональная часть проходит на крупнейших киноплощадках города: в киноцентре Дом кино, киноцентре Мираж-Синема и других. Ежегодно фестиваль посещают более 15000 зрителей.